# Smittium rarum
Smittium rarum är en svampart som beskrevs av Lichtw. 1990. Smittium rarum ingår i släktet Smittium och familjen Legeriomycetaceae.   Inga underarter finns listade i Catalogue of Life.